# Maria Cecylia Łubieńska
Maria Cecylia Łubieńska, właśc. Zofia Maria Stanisława Łubieńska herbu Pomian (ur. 7 czerwca 1874 w Wyciążkowie, zm. 23 września 1937 w Warszawie) – polska historyczka, urszulanka.

## Życiorys
Była córką Witolda Łubieńskiego i jego żony Elżbiety z Dzierżykraj-Morawskich, siostrą Tadeusza oraz Róży. 
Do zakonu urszulanek wstąpiła w 1891. Od 1903 studiowała na Uniwersytecie Lwowskim. Jako jedna z pierwszych zakonnic polskich uzyskała doktorat (z filozofii) w 1910 pod kierunkiem Szymona Askenazego. Według innej wersji została pierwszą na świecie zakonnicą-doktorem.
Pracowała w placówkach zakonnych w Tarnowie, w Kołomyi, Lwowie, Lublinie i Krakowie, przyczyniając się do rozwoju każdej z nich. Dwukrotnie zostawała przełożoną zakonną we Lwowie: w 1914 i w 1916. W tym czasie w trakcie I wojny światowej udzielała się wszechstronnie w działalności społecznej (organizowała kursy prywatne dla młodzieży, tanie kuchnie, opiekowała się rannymi).
Zainicjowała powstanie Unii Polskiej tj. scalenia wszystkich domów urszulańskich w Polsce. Od 1926 była przełożoną generalną urszulanek w Polsce. Zabiegała o przystępienie do światowej Unii sióstr Urszulanek czyli tzw. Unii Rzymskiej, co zrealizowano w 1936. Przyczyniła się do rozwoju oświaty zakonu (25 szkół). Zajmowała się m.in. historią swojego zakonu. W tym celu odbywała podróże naukowe. Opublikowała tekst zaginionej pierwotnej Reguły św. Anieli oraz jako pierwsza wydała opracowanie jej historii tj. założycielki zakonu.
Zmarła 23 września 1937 w domu przy ul. Łowickiej 31 w Warszawie. Została pochowana na cmentarzu Powązkowskim (kwatera 315-5-20).

## Wybrane publikacje
- Sprawa dysydencka 1764–1766, Warszawa – Kraków: G. Gebethner i Wolf 1911.
- Św. Aniela i jej dzieło[2]